# Вукан Савићевић
Вукан Савићевић (Београд, 29. јануар 1994) црногорски је фудбалер. Тренутно наступа за новосадску Војводину.

## Клупска каријера
Савићевић је прошао млађе категорије Црвене звезде, а деби у првом тиму је имао 22. септембра 2012. против Хајдука из Куле. Први гол за црвено-беле постигао је 27. фебруара 2013. у победи 2 : 1 против Јавора. Дана 21. јуна 2013, Савићевић је потписао нови четворогодишњи уговор са Црвеном звездом.
У августу 2015. потписао је за Слован из Братиславе. У Словану је провео три и по сезоне и освојио је два трофеја националног Купа. Затим је годину и по дана био играч Висле из Кракова. Уследили су ангажмани у Турској, где је наступао за Самсунспор и Гиресунспор. У јануару 2024. потписао је уговор са новосадском Војводином.

## Репрезентација
Савићевић је прво представљао Црну Гору у узрасту до 17 година, да би 2012. почео да игра за тим Србије до 19 година. Ипак од лета 2015. поново је заиграо за Црну Гору, овога пута у узрасту до 21 године.
За сениорску репрезентацију Црне Горе је дебитовао 4. јуна 2017. на пријатељској утакмици са Ираном.

## Трофеји
Црвена звезда
- Суперлига Србије: 2013/14.

Слован Братислава
- Куп Словачке: 2016/17, 2017/18.